# Nerlandsøya
Nerlandsøya er en 14,6 km² stor ø i øgruppen Sørøyane i Herøy kommune, Møre og Romsdal fylke i Norge. 
Nerlandsøya er den tredje største ø i kommunen etter Gurskøya og Leinøya, og ligger nordvest for Skorpa og vest for Bergsøya. Indbyggertallet pr 01.01.2018 var 871, fordelt på grundkredsene Kopparstad, Kvalsund og Kvalsvik.

## Geografi
Nerlandsøya er skilt fra øen Skorpa af Skorpesundet og fra Bergsøya af Søre Vaulen. Fylkesvej 20  kommer over til Nerlandsøya fra Bergsøya, via Nerlandsøybroen. Denne vej deler sig og går så videre mod henholdsvis Kopperstad og Kvalsvika . På østsiden af øen ligger Breidsundet og Holmefjorden, som skiller øen fra Remøya.

## Topologi
Øen har fået navn efter de lave dele af øen,  specielt midt mellem fjeldmassivet Kvalsundfjellet og det som Mulefjellet er en del af. Den laveste del af dette område har også fået navnet Nerland. Den højeste top, som ligger på Kvalsundfjellet, er Varden og er 430 meter høj. Sydøst på øen, øst for Kvalsundfjellet, er der også lavt og til en vis grad muligt at drive landbrug. I vest, mellem Kvalsundfjellet og Mulefjellet, ligger Mulevika ud til Atlanterhavet. Øen er også blevet kaldt Kvalsvikøy.